# Erythroxylum echinodendron
Erythroxylum echinodendron là một loài thực vật thuộc họ Erythroxylaceae. Đây là loài đặc hữu của Cuba.